# Крупский, Михаил Александрович
Михаил Александрович Крупский (25 апреля 1902, Санкт-Петербург — 18 сентября 1975, Ленинград) — инженер-вице-адмирал (09.05.1961), воспитатель специалистов Военно-морского флота СССР, начальник Высшего военно-морского училища радиоэлектроники им. А. С. Попова (ВВМУРЭ), инженер электро- и радиотехники, педагог, руководитель нескольких военно-морских учебных заведений, которые воспитали не одну тысячу высококлассных специалистов для отечественного Военно-морского флота, профессор. Племянник Н. К. Крупской.

## Биография
- Родился 25 апреля 1902 года в Санкт-Петербурге, происходил из старинного шляхетского рода Крупских (из Волынской губернии).
- Учился в Реальном училище в Гатчине.
- В 1925 году — продолжил обучение и окончил Военно-морское инженерное училище (ныне Петербургский Военно-морской инженерный институт), защитив дипломный проект по радиотехнике.
- Служил во флоте на линейном корабле «Парижская коммуна» Военно-морских сил на Балтийском море. 22 ноября 1925 года зачислен «в списки линкора на должность младшего помощника электротехника», через четверо суток заступил на корабельную вахту вахтенным начальником. Занимался связью, стал высококлассным специалистом. Во время корабельной службы изучал научные проблемы в области связи и принимал активное участие в развёрнутой журналом «Морской сборник» дискуссии о необходимости создания на кораблях самостоятельных подразделений внешней связи.
- В 1928 году поступил на обучение в электротехнический отдел факультета военного судостроения Военно-морской академии, где он поступил на адъюнктуру при кафедре радиотехники. Был непосредственным участником исследований электромагнитных колебаний на радиотехнической аппаратуре разного назначения. Он был у истоков зарождения и развития многих областей отечественной радиоэлектроники.
- В 1935 году назначен начальником отдела Службы наблюдения и связи факультета военно-морского оружия Военно-морской академии. С блеском защитил диссертацию на тему «Береговая техническая разведка на морском театре» военный действий. Дал анализ и рецензию книге «Основы радиотехнических расчётов».
- 26 декабря 1937 году не избежал репрессий и был арестован по делу Маршала Советского Союза Тухачевского М. Н. «об участии в военно-фашистском заговоре». В этот период Крупский М. был военинженером 2-го ранга. Полгода провёл в тюрьме Управления НКВД Ленинградского округа, был уволен и получил реабилитацию. Восстановлен на службе в июле. 8 августа 1938 года поступил на службу в должность старшего преподавателя специальных предметов Военно-морского училища связи им. Г. К. Орджоникидзе. Вёл курс по радиотехнике, готовил новые учебные планы под расширения штатов первого в СССР самостоятельного учебного заведения по военной подготовке командиров-связистов.
- В апреле 1939 года утверждён в должности начальника специального цикла ВМУС им. Г. К. Орджоникидзе.
- В октябре 1939 года Военно-морское училище связи было переформировано в гидрографическое училище с комплектацией в Высшее военно-морское Краснознаменное училище им. М. В. Фрунзе. Присвоено звание  военинженера 1-го ранга, приступил к исполнению обязанностей должности начальника кафедры Службы наблюдения и связи. Как дипломированного специалиста-связиста, учёного с солидным административным и педагогическим опытом прикомандирован к Управлению военно-морских учебных заведений, где служил больше года.
- 18 января 1940 года получил назначен начальником Высшего военно-морского инженерного училища им. Ф. Э. Дзержинского. Имея хорошую теоретическую и практическую подготовку, владея опытом работы в аппарате управления, легко контролировал учебную и воспитательную работу в училище, чётко представлял возможности кафедры и своевременно планировал восстановление их технической оснащённости, неоднократно обращал внимание командования, руководства высшего и среднего специального образования на проблемы образования, указывал на возможные последствия для страны от стратегических ошибок в образовательной политике.
- 22.02.1944 присвоено звание инженер-контр-адмирала.
- В 1948 году служил в ВВМИОЛУ имени Дзержинского.
- В марте 1948 года был назначен начальником Военно-морской академии кораблестроения и вооружения им. А. Н. Крылова, в сентябре следующего года отстранён от занимаемой должности. Затем возглавлял Высшие радиотехнические офицерские классы ВМС и служил в Управлении ВМС (ВМУЗ). Был офицером политического управления Балтийского флота.
- В 1956—1960 гг. — начальник училища в новообразованном Высшем военно-морском инженерном радиотехническом училище ВВМИРТУ (дислокация в городе Гатчина до 1960 года); после мая 1960 года объединено два учебных заведения ВВМИРТУ и ВВМУС им. Попова с новым названием Высшее военно-морское училище радиоэлектроники им. А. С. Попова (дислокация в г. Петродворец).
- В 1960—1966 гг. — начальник Высшего военно-морского училища радиоэлектроники им. А. С. Попова (ВВМУРЭ). 09.05.1961 присвоено звание инженер-вице-адмирала. Часто лично выезжал на флоты для проверки практики курсантов на кораблях и в береговых подразделах. Живо интересовался уровнем подготовки будущих связистов, требовал от флагманских специалистов объективных данных о слабых местах в подготовке новых кадров, а потом вырабатывал мероприятия по улучшению работы профессорско-преподавательского состава училища, поиска новых форм и методов обучения, в усилении одних дисциплин и перепланированию других, что постоянно обсуждал на заседаниях Учёного Совета училища. О нём писали, что «училищем командует уверенно, проявляя умную инициативу, волю и настойчивость». Благодаря ему, в ВВМУРЭ особое внимание отводилось ремонтной подготовке, умению быстро отыскивать и устранять повреждение, умению грамотно выбирать частоты для радиосвязи, эксплуатировать антенно-фидерное оборудование, пользоваться измерительными приборами. Эти меры в дальнейшем благоприятно сказывались на качестве продолжительных автономных плаваний надводных кораблей и подводных лодок отечественного Военно-морского флота. Будучи опытным методистом, тактично и ненавязчиво предоставлял подчинённым офицерам помощь в повышении мастерства преподавания. Коллеги считали его скромным, тактичным, пунктуальным, высоко-порядочным, самостоятельным и добросовестным сотрудником. Выпускники и коллеги назвали это «эпоха Крупского».
- С 1966 года — консультант Учёного совета Военно-морской академии.
- В 1968 году уволен со службы «по болезни, с объявлением благодарности, с правом ношения военной формы одежды, с выслугой 49 лет». Начал трудиться в Научно-исследовательском институте связи ВМФ СССР.
- Умер 18 сентября 1975 года, похоронен на Серафимовском кладбище Санкт-Петербурга (2 уч.).

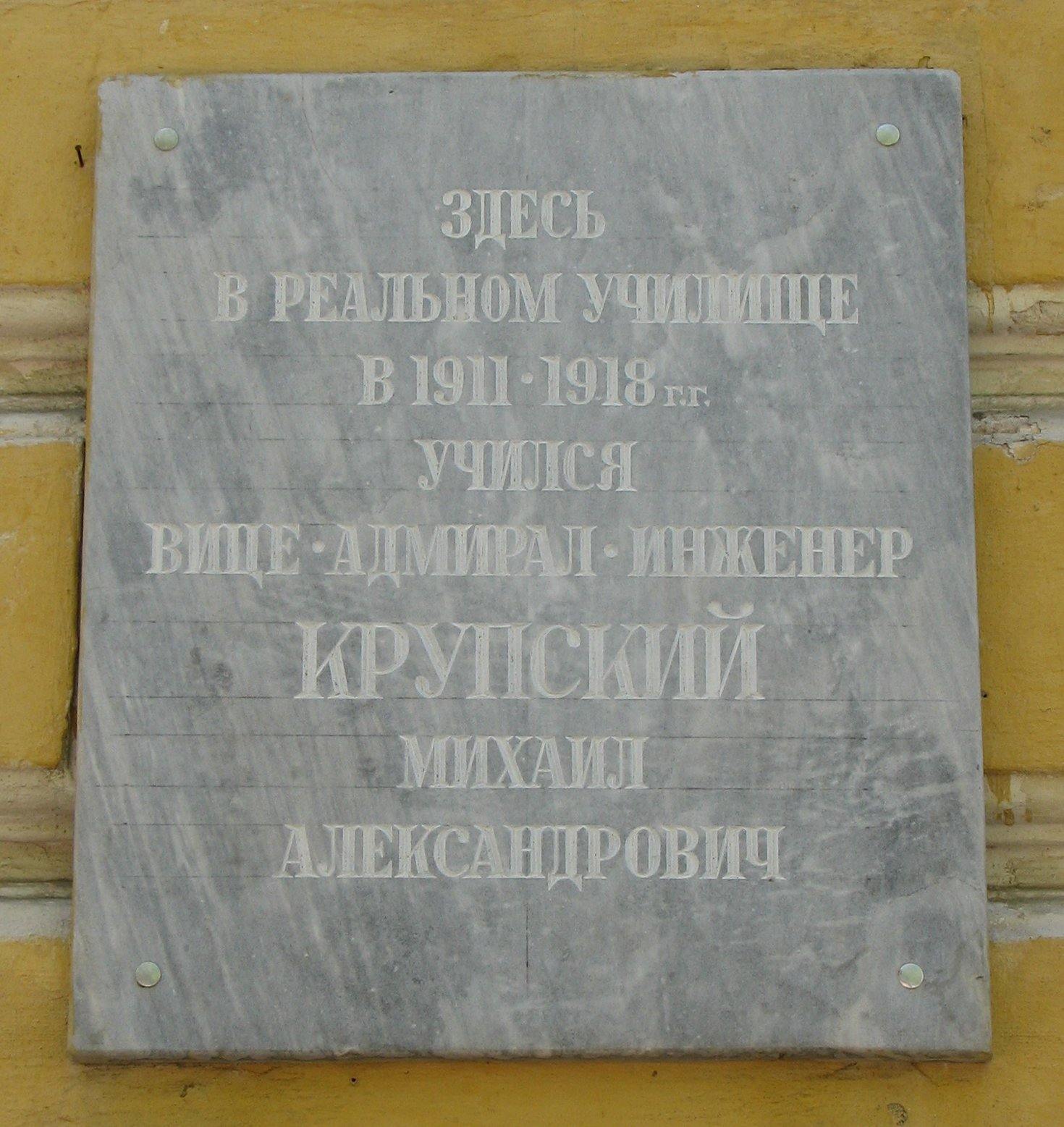
Мемориальная доска, посвящённая Михаилу Александровичу Крупскому (Школа № 4, Гатчина)

## Воинские звания
- военинженер 2-го ранга
- военинженера 1-го ранга (1939)
- инженер-контр-адмирал (22.02.1944)
- инженер-вице-адмирал (09.05.1961)

### Награды
- орден Ленина (1945);
- орден Красного Знамени (1944, 1949);
- орден Отечественной войны I степени (1945);
- орден Трудового Красного Знамени (1943, 1961);
- орден Красной Звезды (1948, 1968);
- югославский орден «Братство и Единство» I степени (1946);
- медали, именное оружие (1952);
- 9 мая 1961 года — «за большие заслуги в деле подготовки высококвалифицированных офицерских кадров для Военно-морского Флота» был награждён орденом Трудового Красного Знамени;
- в 1962 году — присвоено учёное звание профессора.

Могила Крупского на Серафимовском кладбище Санкт-Петербурга.

### Память
- Океанографическое исследовательское судно Балтийского флота «Михаил Крупский» в 1978—1995 годах.
- На здании школы № 4, в которой учился (ул. Чкалова, д. 2, Гатчина, Ленинградская обл.) установлена мемориальная доска.

### Семья
- Сын и внук — Владимир Михайлович и Александр Владимирович были офицерами ВМФ Российской Федерации, капитанами 2 ранга, они продолжают династию военнослужащих этой ветки рода Крупских[2].
- Правнук — выпускник Военно-морского института радиоэлектроники им. А. С. Попова, Михаил Александрович Крупский, служил в Военной академии Генерального штаба ВС РФ в Москве. Уволен в запас в звании капитан 3 ранга.